# Partito Popolare Austriaco
Il Partito Popolare Austriaco (in tedesco Österreichische Volkspartei, ÖVP) è uno dei più antichi partiti politici austriaci, di orientamento democristiano e conservatore.

## Storia
Nell'ultimo decennio, la fine del "pericolo comunista", la secolarizzazione della società occidentale e l'allargamento dell'Unione europea a Stati dove non è presente la tradizione cristiano-democratica, hanno fatto sì che partiti come la ÖVP si caratterizzassero come partiti più conservatori. Nonostante ciò in Austria, l'ÖVP ha governato quasi sempre in alleanza con la SPÖ, i socialdemocratici, siccome il sistema proporzionale, spesso, non assicurava a nessuno dei due partiti la maggioranza assoluta dei parlamentari. Dalla fine degli anni '90, però, con l'avanzata del populista Jörg Haider, i popolari si sono alleati con la destra nazionalista Freiheitliche Partei Österreichs (FPÖ), riuscendo, almeno in un primo tempo, a contenerne l'avanzata e dando all'Austria, per la prima volta dalla Seconda guerra mondiale, governi di centro-destra. L'ÖVP e la FPÖ, infatti, ottennero una percentuale analoga, il 26,9% alle elezioni del 1999. Schüssel assicurò agli elettori che non avrebbe confermato l'alleanza con i socialdemocratici se l'ÖVP fosse stato superato, anche di poco, dalla FPÖ. Il nuovo governo ÖVP/FPÖ attirò le critiche di molti governi europei portando l'Austria sotto osservazione in condizione di isolamento.
Il leader populista Haider si rivelò però un alleato poco affidabile ed il suo partito, la FPÖ, assai fragile. Questo portò al deterioramento della situazione interna alla FPÖ, ed alla crisi di governo con fine anticipata della legislatura.
Alle elezioni politiche del 2002, l'ÖVP ottenne il 42,3% dei consensi, eleggendo 79 deputati. Quello del 2002 fu il risultato più alto dalle elezioni del 1983 (43,2% ed 81 seggi). I popolari approfittarono del forte calo subito dalla FPÖ, che passò dal 26,9% al 10% dei voti. Risultò così, inizialmente vincente la scelta del leader popolare Schüssel che aveva accettato l'alleanza con i nazionalisti nel 1999. Il governo mantenne la maggioranza in parlamento anche quando la crisi interna alla FPÖ portò a una scissione del partito, con l'uscita di Haider e di gran parte del gruppo dirigente compresa la rappresentanza parlamentare e la formazione di un nuovo movimento il BZÖ.
Alle politiche del 2006, l'ÖVP ha subito un forte calo, scendendo, al 34,2% e a 66 seggi, al secondo posto dopo la SPÖ.
La coalizione di governo ÖVP/BZÖ non contava a questo punto più di una maggioranza parlamentare, e un'alleanza con la FPÖ si è rivelata impossibile soprattutto per i contrasti BZÖ/FPÖ. Lo stesso vale per un'alleanza con i Verdi. Non potendo una coalizione SPÖ-Verdi contare su una maggioranza parlamentare, il governo tornò, dopo lunghi colloqui, ad una grande coalizione a guida SPÖ. Questa sconfitta ha segnato un punto di arresto della carriera politica di Wolfgang Schüssel.
Alle elezioni politiche anticipate del 2008 l'ÖVP ha subito un brusco calo, scendendo al 25% dei voti. La somma dei voti dell'ÖVP e di SPÖ non ha superato per la prima volta nella storia austriaca il 60% dei consensi. Ad affermarsi sono stati i due partiti di destra nazionalista: la FPÖ (18%) e la BZÖ (11%). Entrambi con un incremento del 7% dei consensi rispetto al 2006. L'ÖVP ha visto erodere i propri consensi anche dal partito "Forum Civico Austriaco - Lista Fritz Dinkhauser" (1,71%), capeggiata da Fritz Dinkhauser fuoriuscito dai popolari.
Alle europee del 2009 il partito recupera consensi dai due movimenti di destra ottenendo il 29,98% ed eleggendo 6 eurodeputati.
Alle elezioni politiche del 2013 l'OVP scivola al secondo posto, a favore dei socialdemocratici, ottenendo il 24,01% e 47 seggi. In seguito al risultato viene riconfermato cancelliere il socialdemocratico Werner Faymann, sostenuto da una grande coalizione.
Alle elezioni europee del 2014 l'OVP torna ad essere il primo partito con il 26,98% conquistando così 5 seggi.
Nel 2017 viene eletto nuovo Presidente del partito il giovane deputato Sebastian Kurz: con lui l'ÖVP ha assunto posizioni fortemente critiche verso l'immigrazione illegale, mantenendosi però su posizioni europeiste e liberali. Il partito ha inoltre abbandonato il tradizionale colore nero per una nuova tinta azzurro turchese.
L'ÖVP vince le elezioni anticipate del 2017, arrivando primo col 31,5% dei voti (+7,5%) e 62 seggi. In seguito alle elezioni, l'ÖVP pone fine alla grande coalizione con i socialdemocratici e forma una coalizione di governo con il Partito delle Libertà Austriaco (FPÖ), insediando come nuovo cancelliere il leader del partito Sebastian Kurz. Il governo cade due anni dopo a causa di scandali che colpiscono il leader del FPÖ Strache.
Nelle elezioni politiche del 2019 il partito si conferma prima forza, con il 33,55%. Non potendo replicare l'alleanza con l'estrema destra, l'ÖVP sigla un patto di governo con il partito dei Verdi, che ritorna in parlamento come quarta forza.

## Valori
È un partito cristiano-sociale, nell'accezione tedesca del termine. I "cristiano-sociali" sono infatti una corrente di pensiero tipica dei territori di lingua tedesca, in particolare delle regioni a maggioranza cattolica. Sono partiti "cristiano sociali" la CSU bavarese, la SVP altoatesina, il PPD svizzero, nonché (al di fuori dell'area germanofona) l'UPT e il PATT, in Trentino. I popolari austriaci, come tutti i "cristiano sociali", sono un partito moderato, di difficile collocazione nello spettro "destra-sinistra". Sono molto attenti alla questione sociale, alla tutela ambientale ed al decentramento amministrativo, soprattutto perché nascono come partito espressione delle masse contadine. Per questa ragione sono anche un partito legato alle tradizioni nazionali, al concetto di patria ed alla cultura cattolica. Sono assimilabili alla Democrazia Cristiana italiana, che come è risaputo era un partito centrista, coacervo di posizioni sociopolitiche tenute insieme dall'opposizione al PCI e dall'ispirazione cristiana.
Sono distanti dai partiti conservatori liberali per la loro natura di partito di massa, anche se ne condividono l'apprezzamento per il libero mercato. Sono ancor più distanti dai partiti radicali dei quali non condividano le posizioni anti-clericali, come dai partiti social-democratici dei quali non condividono il ruolo dello stato in economia.
Con l'arrivo di Sebastian Kurz alla leadership del partito, l'ÖVP ha assunto posizione dure contro l'immigrazione illegale spostandosi verso destra, tanto da venire accusato da Heinz-Christian Strache di avere copiato il programma del Partito della Libertà Austriaco. L'ÖVP di Kurz viene accusato di assimilazione anche col partito del premier ungherese Viktor Orbán, tuttavia da esso lo dividono alcuni temi come il controllo più severo ai migranti provenienti dall'est Europa e dalla stessa Ungheria.

## Presidenti
- Leopold Kunschak (1945-1945)
- Leopold Figl (1945-1952)
- Julius Raab (1952-1960)
- Alfons Gorbach (1960-1963)
- Josef Klaus (1963-1970)
- Hermann Withalm (1970-1971)
- Karl Schleinzer (1971-1975)
- Josef Taus (1975-1979)
- Alois Mock (1979-1989)
- Josef Riegler (1989-1991)
- Erhard Busek (1991-1995)
- Wolfgang Schüssel (1995-2007)
- Wilhelm Molterer (2007-2008)
- Josef Pröll (2008-2011)
- Michael Spindelegger (2011-2014)
- Reinhold Mitterlehner (2014-2017)
- Sebastian Kurz (2017-2021)
- Karl Nehammer (2021-2025)
- Christian Stocker (dal 2025)

## Loghi

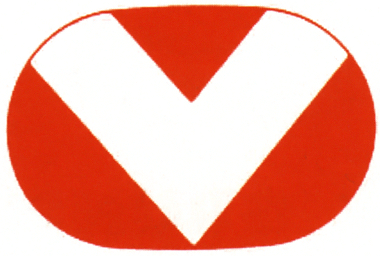
Anni Ottanta
Fino al 2017
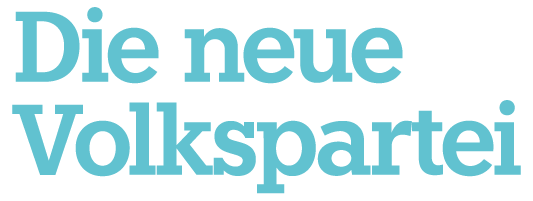
2017
2018

## Risultati elettorali

### Elezioni parlamentari
| Anno | Voti      | %          | +/-  | Seggi    | +/-     | Status      |
| ---- | --------- | ---------- | ---- | -------- | ------- | ----------- |
| 1945 | 1.602.227 | 49,8 (1.º) |      | 85 / 165 |         | Governo     |
| 1949 | 1.846.581 | 44,0 (1.º) | 5,8  | 77 / 165 | 8       | Governo     |
| 1953 | 1.781.777 | 41,3 (2.º) | 2,7  | 74 / 165 | 3       | Governo     |
| 1956 | 1.999.986 | 46,0 (1.º) | 4,7  | 82 / 165 | 8       | Governo     |
| 1959 | 1.928.043 | 44,2 (2.º) | 1,8  | 79 / 165 | 3       | Governo     |
| 1962 | 2.024.501 | 45,4 (1.º) | 1,2  | 81 / 165 | 2       | Governo     |
| 1966 | 2.191.109 | 48,3 (1.º) | 2,9  | 85 / 165 | 4       | Governo     |
| 1970 | 2.051.012 | 44,7 (2.º) | 3,6  | 78 / 165 | 7       | Opposizione |
| 1971 | 1.964.713 | 43,1 (2.º) | 1,6  | 80 / 183 | 2       | Opposizione |
| 1975 | 1.981.291 | 42,9 (2.º) | 0,2  | 80 / 183 | Stabile | Opposizione |
| 1979 | 1.981.739 | 41,9 (2.º) | 1,0  | 77 / 183 | 3       | Opposizione |
| 1983 | 2.097.808 | 43,2 (2.º) | 1,3  | 81 / 183 | 4       | Opposizione |
| 1986 | 2.003.663 | 41,3 (2.º) | 1,9  | 77 / 183 | 4       | Governo     |
| 1990 | 1.508.600 | 32,1 (2.º) | 9,2  | 60 / 183 | 17      | Governo     |
| 1994 | 1.281.846 | 27,7 (2.º) | 4,4  | 52 / 183 | 8       | Governo     |
| 1995 | 1.370.510 | 28,3 (2.º) | 0,6  | 52 / 183 | Stabile | Governo     |
| 1999 | 1.243.672 | 26,9 (3.º) | 1,4  | 52 / 183 | Stabile | Governo     |
| 2002 | 2.076.833 | 42,3 (1.º) | 15,4 | 79 / 183 | 27      | Governo     |
| 2006 | 1.616.493 | 34,3 (2.º) | 8,0  | 66 / 183 | 13      | Governo     |
| 2008 | 1.269.656 | 26,0 (2.º) | 8,3  | 51 / 183 | 15      | Governo     |
| 2013 | 1.125.876 | 24,0 (2.º) | 2,0  | 47 / 183 | 4       | Governo     |
| 2017 | 1.586.106 | 31,5 (1.º) | 7,5  | 62 / 183 | 15      | Governo     |
| 2019 | 1.789.417 | 37,5 (1.º) | 6,0  | 71 / 183 | 9       | Governo     |
| 2024 | 1.277.949 | 26,3 (2.º) | 11,2 | 51 / 183 | 20      | Governo     |

### Elezioni presidenziali
| Anno | Candidato supportato        | 1º Turno                    | 1º Turno                    | 2º Turno                    | 2º Turno                    |
| Anno | Candidato supportato        | Voti                        | %                           | Voti                        | %                           |
| ---- | --------------------------- | --------------------------- | --------------------------- | --------------------------- | --------------------------- |
| 1951 | Heinrich Gleißner           | 1.725.451                   | 40,1 (1.º)                  | 2.006.322                   | 47,9 (2.º)                  |
| 1957 | Wolfgang Denk               | 2.159.604                   | 48,9 (2.º)                  |                             |                             |
| 1963 | Julius Raab                 | 1.814.125                   | 40,6 (2.º)                  |                             |                             |
| 1965 | Alfons Gorbach              | 2.260.888                   | 49,3 (2.º)                  |                             |                             |
| 1971 | Kurt Waldheim               | 2.224.809                   | 47,2 (2.º)                  |                             |                             |
| 1974 | Alois Lugger                | 2.238.470                   | 48,3 (2.º)                  |                             |                             |
| 1980 | Rudolf Kirchschläger        | 3.538.748                   | 79,9 (1.º)                  |                             |                             |
| 1986 | Kurt Waldheim               | 2.343.643                   | 49,6 (1.º)                  | 2.464.787                   | 53,9 (1.º)                  |
| 1992 | Thomas Klestil              | 1.728.234                   | 37,2 (2.º)                  | 2.528.006                   | 56,9 (1.º)                  |
| 1998 | Thomas Klestil              | 2.644.034                   | 63,4 (1.º)                  |                             |                             |
| 2004 | Benita Ferrero-Waldner      | 1.969.326                   | 47,6 (2.º)                  |                             |                             |
| 2010 | Nessun candidato supportato | Nessun candidato supportato | Nessun candidato supportato | Nessun candidato supportato | Nessun candidato supportato |
| 2016 | Andreas Khol                | 475.767                     | 11,1 (5.º)                  |                             |                             |
| 2022 | Nessun candidato supportato | Nessun candidato supportato | Nessun candidato supportato | Nessun candidato supportato | Nessun candidato supportato |

### Elezioni europee
| Anno | Voti      | %          | +/-  | Seggi  | +/-     |
| ---- | --------- | ---------- | ---- | ------ | ------- |
| 1996 | 1.124.921 | 29,7 (1.º) |      | 7 / 21 |         |
| 1999 | 859.175   | 30,7 (2.º) | 1,0  | 7 / 21 | Stabile |
| 2004 | 817.716   | 32,7 (2.º) | 2,0  | 6 / 18 | 1       |
| 2009 | 858.921   | 30,0 (1.º) | 2,7  | 6 / 17 | Stabile |
| 2014 | 761.896   | 27,0 (1.º) | 3,0  | 5 / 18 | 1       |
| 2019 | 1.305.954 | 34,6 (1.°) | 7,6  | 7 / 18 | 2       |
| 2024 | 864.072   | 24,5 (2.°) | 10,1 | 5 / 20 | 2       |